# 牙嵩延戰役
牙嵩延戰役，1277年（元世祖至元十四年），元将忽都等率军于芒市河（源出云南省龙陵县西南流入龙川江）击败缅甸蒲甘王朝军队的作战。
缅国位于元朝云南行省西南，元世祖屡派使招缅王那腊底哈勃德内附，缅王未应。1276年，金齿部千额（今云南省盈江县东北）总管阿禾附元。1277年三月，缅王怨恨阿禾，派军进攻金齿部，并拟在永昌（今云南省保山市）、腾越省（今云南省腾冲市）之间立寨。
征讨腾越金齿未附部族的蒙古万户忽都等将正駐军南甸（今云南省梁河县）、阿禾告急，忽都等率军援助。元军昼夜兼行，与缅军在芒市河遭遇，缅军有马万匹，以骑兵在前，象队居中，象披甲，背负战楼，两旁挟大竹筒，量短枪数十于其中，后为步卒。忽都以众寡悬殊，分元军为三队，自率骑兵281人为一队，首先冲击河北军，大理路总管信苴日率骑兵233人为一队傍河，总把千户脱罗脱孩率步卒187人为一队依山，相互策应。交战多时，缅军败走，信苴日追之三里抵达寨门，路遇泥泞而退。发现缅军万余迂回至元军背后，当即与忽都复列为三队，进至河岸，击退缅军，乘胜连破十七寨。追至窄山口，转战三十六里，缅军象马自相践踏，死者甚众。日暮，忽都负伤收兵。次日，追击至干额，不及而还。十月，行省云南路宣慰使、都元帅纳速剌丁率蒙古、爨、僰军3840人征缅，至江头城（今缅甸八莫縣）招降三万户，因天热还师。